# Eyvind Johnson

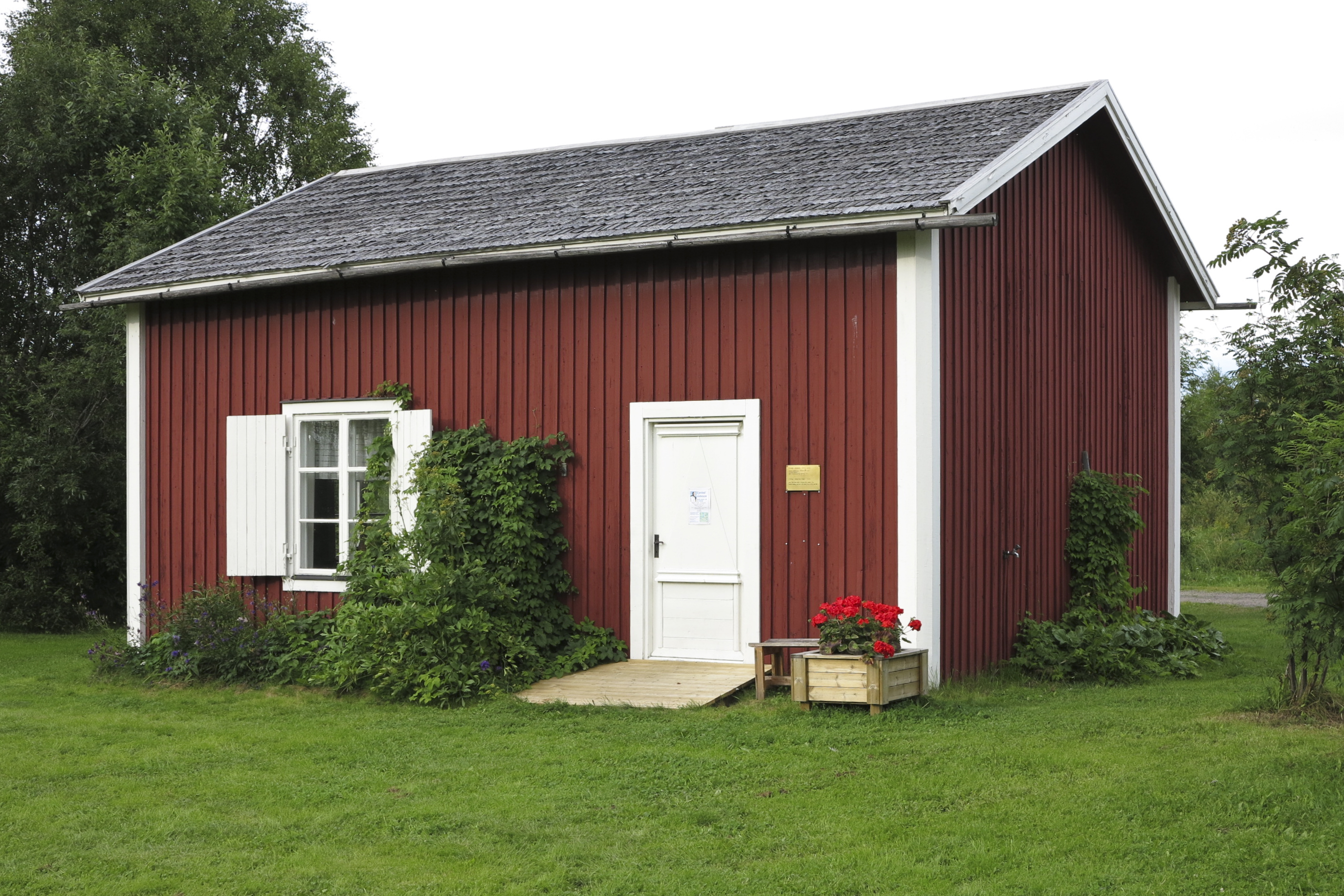
Dom rodzinny Eyvinda Johnsona

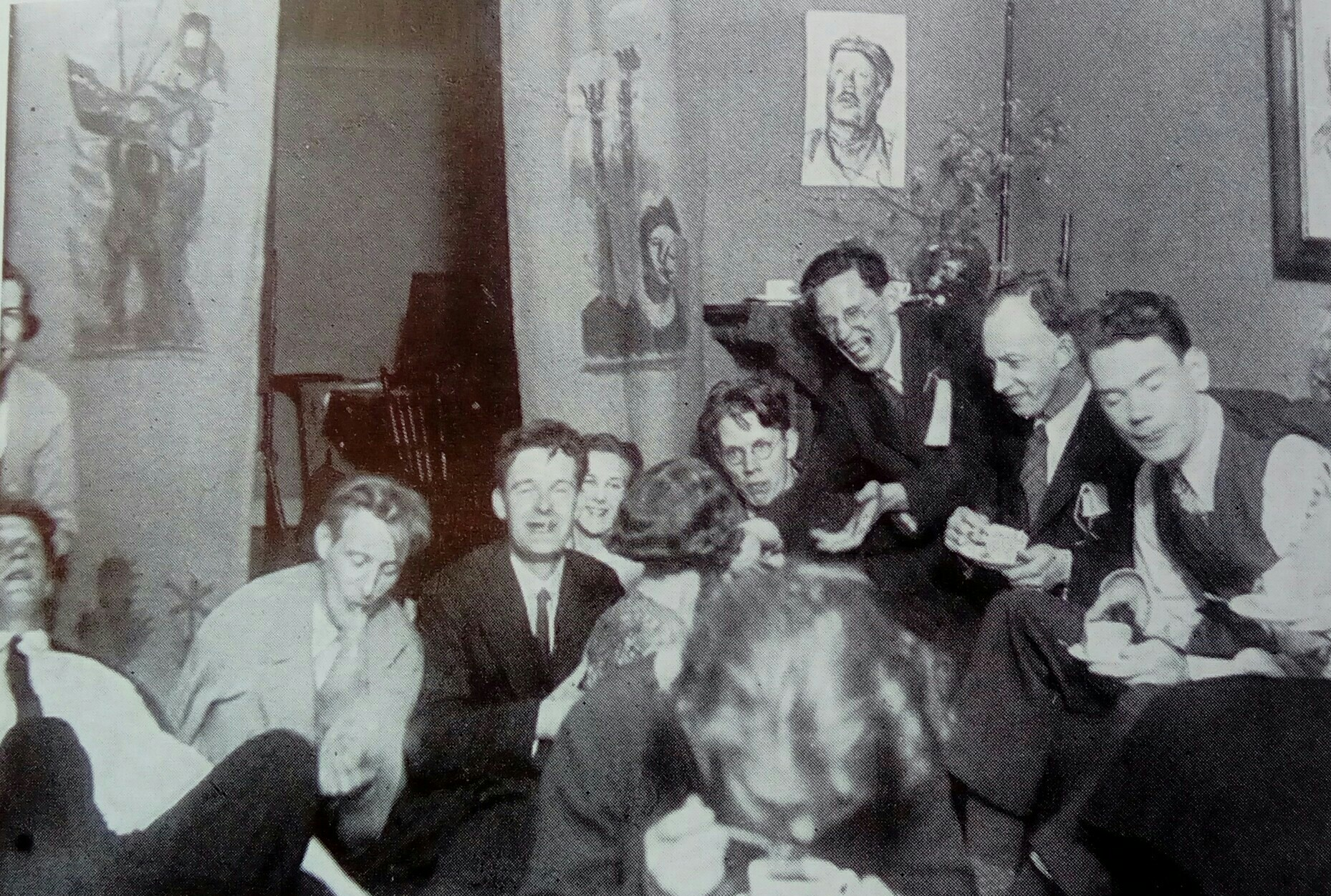
Szwedzcy pisarze: Josef Kjellgren (pierwszy od lewej), Rudolf Värnlund (drugi od lewej), Gustav Sandgren (trzeci od prawej u góry), Eyvind Johnson (drugi od prawej) i Artur Lundkvist (pierwszy od prawej) na imprezie u Värnlunda w latach 30. XX wieku

Eyvind Johnson (ur. 29 lipca 1900 w Svartbjörnsbyn, zm. 25 sierpnia 1976 w Sztokholmie) – prozaik szwedzki, laureat Nagrody Nobla w dziedzinie literatury za rok 1974.

## Życiorys

### Dzieciństwo i wczesna młodość
Eyvind Johnson urodził się w Svartbjörnsbyn w pobliżu Boden w regionie Szwecji Norrbotten jako Olof Edvin Werner Jonsson. Był synem kamieniarza Olofa Petera Jonssona pochodzącego z regionu Värmland oraz pochodzącej z Blekinge Cevii Gustafsdotter. W roku 1904 ojciec Eyvinda Johnsona zachorował chronicznie na silikozę, więc wielodzietna rodzina Jonssonów nie mogła się sama utrzymać i Eyvind został oddany na wychowanie bezdzietnej siostrze matki Amandzie i jej mężowi Andersowi Johanowi Rostowi. Chociaż Eyvind darzył swoich przybranych rodziców wielkim szacunkiem, to w wieku lat 14 odszedł od nich i zaczął się utrzymywać sam. Chwytał się różnych zajęć. Był m.in. drwalem, robotnikiem w tartaku, palaczem w lokomotywie, mył lokomotywy, sprzedawał bilety do kina, obsługiwał projektor filmowy. Przez cały ten czas samodzielnie kształcił się, czytając.
W roku 1919 dostał się do Sztokholmu, gdzie najął się do pracy w fabryce Ericssona. W tym czasie zaczął działać w ruchu lewicowym i związkowym oraz podejmował pierwsze próby literackie. Był jednym z założycieli literackiego pisma „Vår Nutid” (Nasza współczesność), które miało sześć numerów. Stał się członkiem stowarzyszenia przyszłych pisarzy De gröna (Zieloni) oraz pisał do magazynu „Brand” (Ogień).

### Okres pobytów zagranicznych
Począwszy od roku 1921 Johnson przebywał większość czasu w Europie kontynentalnej, początkowo w Berlinie, potem w Paryżu. Zarabiał tam, chwytając się jak wcześniej różnych zawodów, ale też pisząc do rozmaitych pism szwedzkich, z którymi utrzymywał kontakt, odwiedzając raz na jakiś czas swój kraj rodzinny. W roku 1924 zerwał z socjalizmem. W tym samym roku opublikował swój debiut De fyra främlingarna (Czterech obcych). Lektura Johna Dos Passosa, Marcela Prousta, André Gide'a i Jamesa Joyce’a, a także Henriego Bergsona i Zygmunta Freuda silnie wpłynęła na budowę jego utworów z tego okresu i ich awangardowy charakter.

### Małżeństwo z Aase Christoffersen
W Paryżu Eyvind Johnson ożenił się z Norweżką Aase Christoffersen, która w roku 1928 urodziła ich syna Tore. W roku 1929 książka Kommentar till ett stjärnfall (Komentarz do upadku gwiazdy) zdobyła Johnsonowi uznanie krytyki. Rok później wrócił on z rodziną do Szwecji. Tutaj w latach 1934–1937 wydał swoją najbardziej cenioną książkę Powieść o Olofie, 1977 (szw. Romanen om Olof). Opisał w niej, korzystając z doświadczeń swojej młodości, drogę młodego chłopaka wychowującego się w czasie I wojny światowej za kołem polarnym. W okresie przedwojennym i w czasie wojny działał przeciwko nazizmowi, pisząc książki antytotalitarne i wspierając norweski ruch oporu.

### Małżeństwo z Cillą Frankenhauser
W roku 1938 umarła jego żona Aase. Jego drugą żoną stała się Cilla Frankenhauser. Razem przetłumaczyli na szwedzki liczne książki Alberta Camusa, Anatole’a France’a, Jeana-Paula Sartre’a i in.

### Po II wojnie światowej
Po wojnie Eyvind Johnson mieszkał przez jakiś czas w Szwajcarii (1947–49), która stanowiła tło dla niektórych napisanych przez niego utworów. Powojenne jego utwory to głównie powieści historyczne. Do najważniejszych z nich należą Fale Przyboju, 1975 (szw. Strändernas svall, 1946), które stanowią współczesną wersję historii Odyseusza, a także Chmury nad Metapontem, 1981 (szw. Molnen över Metapontion, 1957), które łączyły Wyprawę Cyrusa Ksenofonta z losem ludzi w obozie koncentracyjnym.

### Nagrody i wyróżnienia
Po wojnie Eyvind Johnson otrzymywał liczne wyróżnienia. W roku 1953 przyznano mu doktorat honoris causa Uniwersytetu w Göteborgu. W roku 1957 został wybrany do Akademii Szwedzkiej (miejsce nr 11), a w roku 1962 przyznano mu nagrodę literacką Rady Nordyckiej. W roku 1974 został razem z Harrym Martinsonem wyróżniony Nagrodą Nobla z literatury za sztukę narracji oraz dalekie spojrzenie na lądy i w głąb czasu używane w służbie wolności.

### Kontrowersje wokół Nagrody Nobla
Przyznanie nagrody spowodowało falę krytyki pod adresem Johnsona oraz Martinsona – obaj byli członkami Akademii Szwedzkiej, która przyznawała nagrody. Nieuchronny w tym kontekście był zarzut, że Akademia nagrodziła swoich. Ten zarzut był tym silniejszy, że utwory obu autorów nie były tak szeroko znane na świecie, jak w wypadku innych laureatów, a przyznanie nagrody nie wpłynęło na większe ich rozpowszechnienie. Należy jednak zwrócić uwagę na fakt, że utwory te są bardzo silnie osadzone w języku szwedzkim, co powoduje, że bardzo trudno je przełożyć na inne języki.
Eyvind Johnson zmarł w Sztokholmie w 1976 roku.

## Utwory (wybór)
- De fyra främlingarna, 1924 (Czterech obcych)
- Timans och rättfärdigheten, 1925 (Timans i prawość)
- Kommentar till ett stjärnfall, 1929, (Komentarz do upadku gwiazdy)
- Avsked till Hamlet, 1930 (Pożegnanie z Hamletem)
- Jeszcze raz, kapitanie!, 1965 (szw. Än en gång, kapten!, 1934)
- Powieść o Olofie, 1977 (szw. Romanen om Olof, 1934–37)
- Nattövning, 1938 (Nocne manewry)
- Soldatens återkomst, 1940 (Powrót żołnierza)
- Krilon, 1941–45 (Krilon)
- Fale przyboju, 1975 (szw. Strändernas svall, 1946)
- Chmury nad Metapontem, 1981 (szw. Molnen över Metapontion, 1957)
- Czasy jego wysokości, 1976 (szw. Hans Nådes tid, 1960)
- Favel ensam, 1968 (Samotny Favel)

Był tłumaczony na polski przez: Marię Olszańską, Emilię Bielicką, Zdzisława Wawrzyniaka i Zygmunta Łanowskiego.